# Herbert Mattson

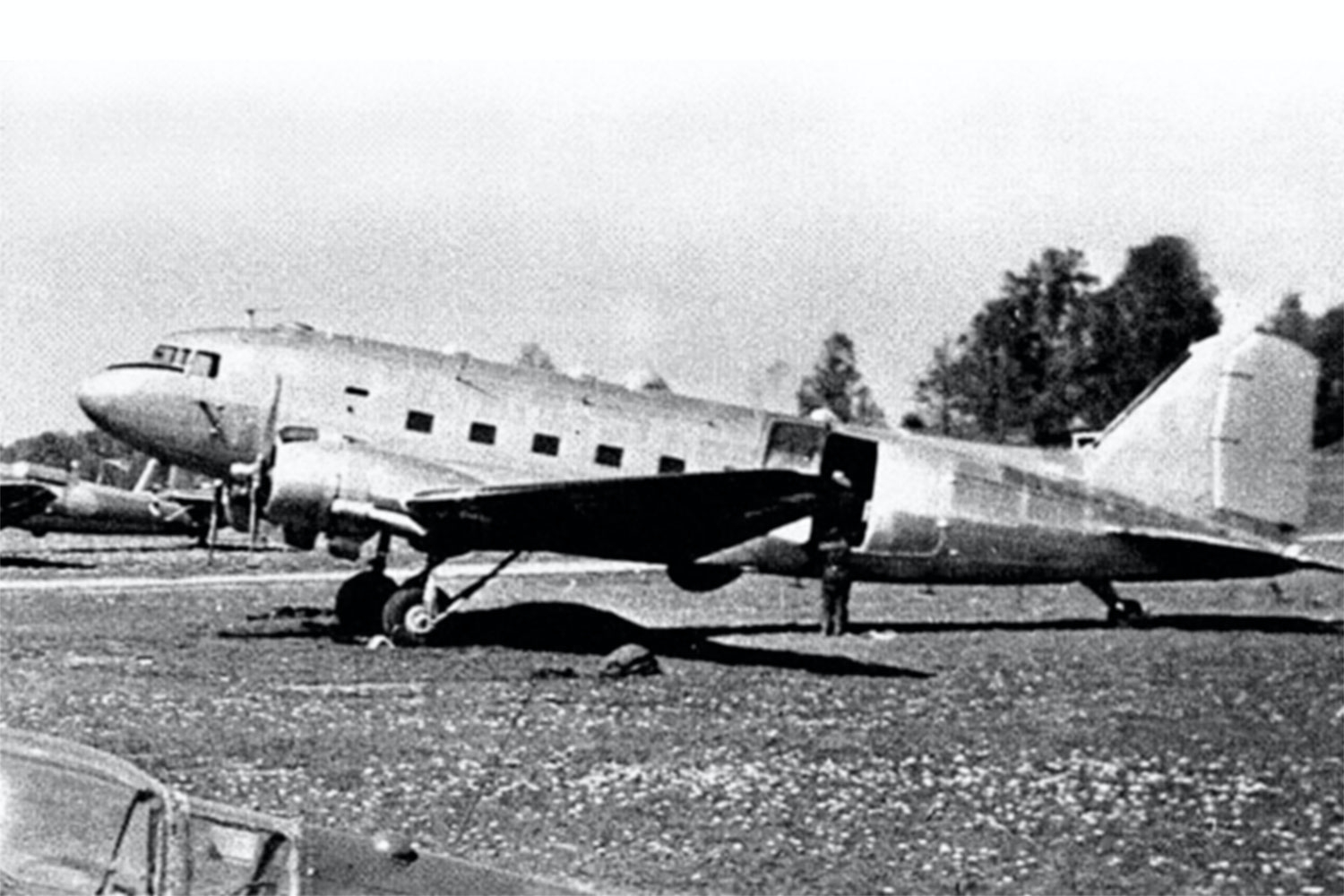
DC 3:an, en Tp 79 Hugin med flypvapennummer 79001 på F 8 Barkarby 1951.

Johan Herbert Mattson, född 20 mars 1920, död 13 juni 1952, var en svensk militär (fanjunkare) i flygvapnet och färdmekanikern på det svenska signalspaningsplanet som sköts ner av ett sovjetiskt Mig-15-plan den 13 juni 1952 över internationellt vatten öster om Gotska Sandön under en topphemlig flygning i närheten av en stor sovjetisk marinövning.
Planet återfanns genom försorg av en privat efterforskningsexpedition som leddes av dykaren och den tidigare stridspiloten Anders Jallai den 10 juni 2003. Vraket låg på 120 meters djup, 55 kilometer öster om Gotska Sandön. Den 24 juni 2004 kunde id-kommissionen fastställa identiteten på Herbert Mattson, vars kvarlevor hade anträffats cirka 400 meter från flygplanet. Identifieringen har skett genom DNA-baserad analys.
Den 13 juni 2004, efter exakt 52 år, tilldelades männen som var med på flygningen postumt Försvarsmaktens förtjänstmedalj i guld under en ceremoni på Berga örlogsskolor. Medaljerna överräcktes av överbefälhavare (ÖB) Håkan Syrén till anhöriga efterlevande.
Mattson begravdes den 5 juli 2006 på Galärvarvskyrkogården i Stockholm.